# Тролли (мультфильм)
«Тролли» (англ. Trolls) — американский компьютерно-анимационный музыкальный комедийно-приключенческий фильм в формате 3D производства DreamWorks Animation, основанный на серии кукол-троллей датского плотника Томаса Дама. Режиссёром фильма выступил Майк Митчелл, а сценарий был написан Джонатаном Айбелем, Гленном Бергером и Эрикой Ривинойя. Премьера состоялась 8 октября 2016 года на Лондонском кинофестивале.
В озвучивании принимали участие Анна Кендрик, Джастин Тимберлейк, Зоуи Дешанель, Рассел Брэнд, Джеймс Корден и Гвен Стефани. Тимберлейк также выступил музыкальным продюсером мультфильма и записал сингл «Can’t Stop the Feeling!».
В 2019 году вышел короткометражный мультфильм «Праздник троллей»
В 2020 году вышел сиквел мультфильм «Тролли. Мировой тур». 13 января 2018 года выпущен сиквел «Nickelodeon Animation Studio» «Тролли», состоящий из 52 серий.

## Сюжет
Мультфильм повествует о троллях — маленьких волшебных существах, которые живут в почти бесконечном состоянии счастья, пения, танцев и обнимаются весь день. Двадцать лет назад все тролли сбежали из города бергенов, огромных существ, поедающих их, чтобы ощутить счастье. Но во время одного из своих шумных праздников тролли вновь были обнаружены бергенами, которым удалось схватить несколько друзей дочери короля троллей Розочки. Чувствуя свою вину за это, Розочка вместе с троллем Цветаном отправляется в город бергенов, чтобы спасти друзей.

## В ролях
| Актёр                 | Роль                       |
| --------------------- | -------------------------- |
| Анна Кендрик          | Розочка (англ. Poppy)      |
| Джастин Тимберлейк    | Цветан (Branch)            |
| Кристофер Минц-Плассе | король Хрящ (King Gristle) |
| Зоуи Дешанель         | Тихоня (Bridget)           |
| Кристин Барански      | шеф-повар (Chef)           |
| Рассел Брэнд          | Ручеёк (Creek)             |

## Саундтрек
Сюжет фильма дополняют музыкальные композиции, создание которых продюсировал Джастин Тимберлейк. Специально для «Троллей» были написаны пять оригинальных песен, исполненных Джастином Тимберлейком, Арианой Гранде, Анной Кендрик и Гвен Стефани. В фильме также звучат ставшие классикой хиты из 60-80-х годов и пародии на них.
1. Hair Up — Justin Timberlake, Gwen Stefani & Ron Funches (2:58)
2. Can’t Stop the Feeling! из мультфильма «Тролли» — Justin Timberlake (3:56)
3. Move Your Feet / D.A.N.C.E. / It’s a Sunshine Day — Anna Kendrick, Gwen Stefani, James Corden, Ron Funches, Walt Dohrn, Caroline Hjelt, Aino Jawo, Kunal Nayyar (2:36)
4. Get Back Up Again — Anna Kendrick (2:45)
5. The Sound of Silence — Anna Kendrick (0:48)
6. Hello — Zooey Deschanel (1:37)
7. I’m Coming Out / Mo' Money Mo' Problems — Zooey Deschanel, Anna Kendrick, Gwen Stefani, James Corden, Walt Dohrn, Ron Funches, Caroline Hjelt, Aino Jawo, Kunal Nayyar (1:01)
8. True ColorsFilm Version — Anna Kendrick & Justin Timberlake (3:00)
9. Can’t Stop the Feeling! из мультфильма «Тролли» — Justin Timberlake, Anna Kendrick, Gwen Stefani, James Corden, Zooey Deschanel, Ron Funches, Caroline Hjelt, Aino Jawo, Christopher Mintz-Plasse, Kunal Nayyar (3:57)
10. September — Justin Timberlake, Anna Kendrick & Earth, Wind & Fire (3:55)
11. What U Workin' With? — Gwen Stefani & Justin Timberlake (3:12)
12. True Colors — Anna Kendrick & Justin Timberlake (4:03)